# 10吉比特乙太網路
10吉比特乙太網路（英語：10 Gigabit Ethernet，縮寫為、或），也譯為10吉位以太网、万兆以太网，一種乙太網路的傳輸標準，最初在2002年通過，成為 IEEE Std 802.3ae-2002。它規範了以 10 Gbit/s 的速率來傳輸的乙太網路，因为速率是吉比特以太网的十倍，因此得名。
10 Gigabit 乙太網路，以全雙工方式連接到網路交換器等网络设备，并不支援半雙工模式與CSMA/CD。

## 标准
多年来，美国电气和电子工程师协会（IEEE）802.3工作组已经发布数个涉及到10GbE的标准。这些标准包括：802.3ae-2002(光纤 -SR, -LR, -ER 和 -LX4 PMDs)，802.3ak-2004（-CX4 铜缆双轴型InfiniBand电缆），802.3an-2006（10GBASE-T铜缆双绞线），802.3ap-2007（铜缆背板 -KR 和 -KX4 PMD）和 802.3aq-2006（增强负载均衡的光纤 -LRM PMD）。802.3ae-2002和802.3ak-2004修订被合并为 IEEE 802.3-2005。 IEEE802.3-2005 和其它修订被合并为 IEEE Std 802.3-2008。
| 标准       | 年份   | 简介 |
| ---------- | ------ | --- |
| 802.3ae    | 2002年 | 基于光纤的 10 Gbit/s 以太网LAN(10GBASE-SR, 10GBASE-LR, 10GBASE-ER, 10GBASE-LX4) 和 WAN (10GBASE-SW, 10GBASE-LW, 10GBASE-EW) |
| 802.3ak    | 2004年 | 10GBASE-CX4，基于双轴InfiniBand电缆的 10 Gbit/s 以太网                                                                      |
| 802.3-2005 | 2005年 | 合并先前的修订 |
| 802.3an    | 2006年 | 10GBASE-T，基于铜缆双绞线的 10 Gbit/s 以太网                                                                                |
| 802.3ap    | 2007年 | 背板以太网(1 Gbit/s 和 10 Gbit/s 的印刷电路板)                                                                              |
| 802.3aq    | 2006年 | 10GBASE-LRM，基于负载均衡的 10 Gbit/s 多模光纤以太网                                                                        |
| 802.3-2008 | 2008年 | 结合了 802.3an/ap/aq/as 的修订，合并到 802.1AX                                                                              |
| 802.3av    | 2009年 | 10GBASE-PR，基于光纤的 10 Gbit/s 以EPON为物理层的以太网                                                                     |
| 802.3-2012 | 2012年 | 最新版本 |

## 物理层模块
为了支持不同的万兆以太网物理层标准，很多接口包含一个标准的物理插座，可插入不同的PHY模块。物理层模块没有正式的标准规范，而是由多源协议（MSAs）进行快速协商。万兆以太网的多源协议包括XENPAK（及其相关的X2和XPAK），XFP和SFP+。选择PHY模块时，设计人员需要考虑成本、跨越的距离、介质类型、功耗和尺寸（外形）。只要插入物理模块的万兆以太网光纤或铜线的端口类型是相同的（例如10GBASE-SR），一个单一点到点链接的两端就可以有不同多源协议的可插拔物理模块（例如 XPAK 和 SFP+）。
XENPAK 是第一个符合多源协议的万兆以太网小型装置标准规范，是独立于收发光信号的大型封装电路和光学元器件，具有较大的体积。 X2和XPAK后来竞争的标准与更小的外形尺寸。在市场上，X2 和 XPAK 没有像 XENPAK 一样成功。XFP是 X2 和 XPAK 的后继者，拥有更小的封装规模。
最新的模块标准是增强小封装可插拔收发器，一般称为SFP+，其基于小封装可插拔收发器（SFP），由ANSI T11光纤通道小组开发的。比起XFP，SPF+ 的体积更小、功耗更低，SFP+ 已经成为万兆以太网系统中最流行的可热插拔光学收发器。SFP+ 模块只负责光信号到电信号的转换，并没有时钟、数据恢复和主机信道均衡的功能。SFP+ 模块兼容传统的SFP模块，其外形完全一致，比 XFP 允许更高的端口密度，还能重复利用于现有24个或48个端口的19"刀片机架。
光模块通过一个XAUI，XFI或SFI接口连接到主机。XENPAK、X2 和 XPAK 模块使用 XAUI 连接到主机，XAUI（XGXS）采用四条数据通道，其定义在 IEEE 802.3 Clause 48 中；XFP 模块使用 XFI 接口、SFP+ 模块使用 SFI 接口，XFI 和 SFI 使用单条数据通道和64B/66B编码传输，其定义在 IEEE 802.3 Clause 49 中。
SFP+ 模块可进一步分为两种类型的主机接口：Linear 线性放大接口和 Limiting 包含限幅放大器接口。除非需要使用 10GBASE-LRM 提供的 Linear 接口，旧的光纤基础设施应首选使用 Limiting 接口。
| 连接标准    | 俗称          | 发布日期       | 连接器             | 介质 | 媒体类型                   | 波长          | 最大长度                         | 简介                                                                    |
| ----------- | ------------- | -------------- | ------------------ | ---- | -------------------------- | ------------- | -------------------------------- | ----------------------------------------------------------------------- |
| 10GBASE-USR | 超短跨距      | 2011年开始出现 | X2/SFP+            | 光纤 | 串行多模                   | 850nm         | 100到150米                       | 特定厂商，除了较低的性能和跨距，其它和 10GBASE-SR 相同                  |
| 10GBASE-SR  | 短跨距        | 2002年         | XENPAK/X2/XFP/SFP+ | 光纤 | 串行多模                   | 850nm         | 400米                            |                                                                         |
| 10GBASE-LR  | 长跨距        | 2002年         | XENPAK/X2/XFP/SFP+ | 光纤 | 串行单模                   | 1310nm        | 10千米                           |                                                                         |
| 10GBASE-ER  | 扩展跨距      | 2002年         | XENPAK/X2/XFP/SFP+ | 光纤 | 串行单模                   | 1550nm        | 40千米                           |                                                                         |
| 10GBASE-ZR  | -             | -              | XENPAK/X2/XFP/SFP+ | 光纤 | 串行单模                   | 1550nm        | 80千米                           | 不包括 IEEE 802.3ae                                                     |
| 10GBASE-LX4 | -             | 2002年         | XENPAK/X2/SFP+     | 光纤 | WDM单模 WDM多模            | 1310nm        | 300米(多模) 10千米(单模)         | 昂贵且复杂, 已被 10GBASE-LRM 取代                                       |
| 10GBASE-LRM | 多模长跨距    | 2006年         | XENPAK/X2/SFP+     | 光纤 | 串行多模                   | 1310nm        | 220米                            |                                                                         |
| 10GBASE-CX4 | -             | 2004年         | XENPAK/X2          | 铜缆 | 8股 InfiniBand 4X 双轴铜缆 | -             | 15米                             | 4通道，每条通道 3.125Gbit/s。较大的尺寸、笨重的电缆和比直连SFP+更加昂贵 |
| 直连SFP+    | DA 10GBASE-CR | 2006年         | SFP+               | 铜缆 | 2股双绞线                  | -             | 15米                             | 便宜、低延迟、低功耗                                                    |
| 10GBASE-T   | -             | 2006年         | 8P8C               | 铜缆 | CAT-6/CAT-6A/CAT-7 双绞线  | -             | 55米(CAT-6) 100米(CAT-6A或CAT-7) | 可以重复利用现有的电缆，端口密度高，功率高                              |
| 10GBASE-KX4 | 802.3ap       | 2007年         | -                  | 铜缆 | PCB背板                    | -             | 1米                              |                                                                         |
| 10GBASE-KR  | 802.3ap       | 2007年         | -                  | 铜缆 | PCB背板                    | -             | 1米                              |                                                                         |
| 10GBASE-PR  | 802.3av       | 2009年         | -                  | 光纤 | 无源光网络                 | 1270nm 1577nm | 20千米                           | 10G EPON                                                                |

## 光纤
光纤有两种：单模光纤（SMF）和多模光纤（MMF）。单模光纤是一种设计用来传送单一光束(模)的光纤，通常此光束内有多种波长的光；而在多模光纤中，光线有多个传输路径产生差模延迟（DMD）。单模光纤用于长距离通信，多模光纤则用于传输距离小于300米的通讯。单模光纤的芯比较窄（8.3μm），所以需要更精密的终端和连接，其优点是可传输的距离更远。多模光纤的芯则比较宽（50μm到62.5μm），其优点是在较短的距离下可以由一个成本比较低的垂直腔面發射激光器（VCSEL）驱动，同时多模光纤的连接器更为便宜，在现场能更容易和更可靠地安装。
IEEE 802.3 标准参考了FDDI级别的多模光导纤维，其具有62.5μm的内芯，850nm的波长最小的带宽是160MHz/公里，最初被安装在上世纪90年代初的FDDI和 100Base-FX 网络中。IEEE 802.3 标准还引用了 ISO/IEC 11801 定义了多模光纤的纤维类型有OM1、OM2、OM3和OM4。OM1具有62.5μm的内芯，而其它类型则具有50μm的内芯。在850nm波长下，OM1的最小带宽为200MHz/千米，OM2为500MHz/千米，OM3为2000MHz/千米，OM4为4700MHz/千米。FDDI级别的光缆现在已经过时，新的结构化布线安装必须使用OM3或OM4，OM3光缆可以使用低成本的 10GBASE-SR 标准，其最大可以传输300米，OM4则可以传输400米。
多模光纤和单模光纤的区别是，单模光纤外皮通常是黄色的，而多模光纤的外皮则是橙色（OM1和OM2）或蓝色（OM3和OM4）。然而不论是多模光纤还是单模光纤，除了物理连接器（APC）是统一的绿色外，光纤并没有统一的外皮颜色标准用于区分光纤的最大速率。现在比较流行的是使用有源光缆（AOC），有源光缆模块消除了电缆和光学模块之间的兼容问题，其可被插入到标准的光模块插槽中。有源光缆模块的成本比其它光学解决方案低，是因为厂商可以一次性生产配对的电缆的类型和所需的长度。

### 10GBase-SR
10GBASE-SR（短跨距）使用多模光纤和850nm波长的激光。它的物理层编码使用 IEEE 802.3 Clause 49 定义的 64b/66b PCS ，物理介质（PMD）则被定义在 Clause 52，其线路速率可达 10.3125 Gbit/s，可提供串行数据。
与已经过时的FDDI级别62.5μm多模光纤内芯布线最大传输局里26米相比，62.5μm内芯的OM1可达33米，50μm内芯的OM2可达82米，OM3可达300米，OM4可达400米。OM3和OM4是建筑物内结构化光纤的首选，比起单模光纤系统，使用多模光纤系统的 10GBASE-SR 标准不论激光发生器还是连接器都具有较低的成本和功耗。OM3和OM4光纤布线有时被称为优化激光，因为它们设计为VCSEL工作。10GBASE-SR 可以提供最低成本、最低功耗和最小尺寸的光模块。在2011年，10GBASE-SR 一季度的出货量稳居 10GbE 适配器端口第一。
有一个非标准低成本和低功耗的变体被称为 10GBASE-SRL （精简版 10GBASE-SR），其完全兼容于 10GBASE-SR 但最大可传输距离只有100米。

### 10GBase-LR
10GBASE-LR（长跨距）使用单模光纤和1310nm波长的激光。它的物理层编码使用 IEEE 802.3 Clause 49 定义的 64b/66b PCS ，物理介质（PMD）则被定义在 Clause 52，其线路速率也可达 10.3125 Gbit/s，可提供串行数据。10GBASE-LR 的最大传输距离可达10千米（6.2英里），但 10GBASE-LR 光模块其实通常可以在长达25千米（16英里）的距离内传输而不会丢失数据。
10GBASE-LR 的激光是通过法布里-珀罗分布反馈激光器（DFB）产生的，DFB激光器比VCSEL昂贵，但是更高的功率和更长的波长使其可以实现高效的耦合，通过内芯较小的单模光纤能传输更远的距离。

### 10GBASE-LRM
10GBASE-LRM（多模长跨距）使用多模光纤和1310nm波长的激光。它的物理层编码使用 IEEE 802.3 Clause 49 定义的 64b/66b PCS ，物理介质（PMD）则被定义在 Clause 68，其线路速率亦可达 10.3125 Gbit/s，可提供串行数据。10GBASE-LRM 最大传输距离可达220米（720英尺），与旧的FDDI级别多模光纤相同，220米也已经达到OM1、OM2和OM3的水平。10GBASE-LRM 是受到老标准 10GBASE-LX4 的影响而研发。为确保符合规格能达到FDDI级别的要求，OM1和OM2传输发射器应通过调整模式接插线进行耦合，如果不能使用调节模式跳线则需要使用OM3或OM4。10GBASE-LRM 使用电子色散补偿（EDC）作为接收均衡器。
有些 10GBASE-LRM 的传输模块在使用标准单模光纤（G.652）的情况下支持超过300米（980英尺）的传输距离 ，但它不是IEEE或MSA的规范。

### 10GBASE-ER
10GBASE-ER（扩展跨距）使用单模光纤和1550nm波长的激光。它的物理层编码使用 IEEE 802.3 Clause 49 定义的 64b/66b PCS ，物理介质（PMD）则被定义在 Clause 52，其线路速率均可达 10.3125 Gbit/s，可提供串行数据。10GBASE-ER 使用外调制激光器（EML）产生激光。
10GBASE-ER 可以在长达40千米（25英里）的范围内传输数据，超过了标准链路设计的30公里范围。

### 10GBASE-ZR
一些厂商已经推出了传输距离可达80千米（50英里）的 10GBASE-ER 标准，称为 10GBASE-ZR。在 IEEE 802.3ae 标准中并没有定义这个标准，10GBASE-ZR 是厂商基于 OC-192/STM-64 SDH/SONET 规范创造自己的规格。
10GBASE-ZR 将不会被纳入到 802.3 标准中。

### 10GBASE-LX4
10GBASE-LX4 是一个可被用在多模光纤或单模光纤上，使用1310nm波长的激光的标准。它使用4个独立的激光源，通过波分复用使用1310nm附近的4个独特的波长，使线路速率可达到 3.125 Gbit/s。它的物理层编码使用 IEEE 802.3 Clause 48 定义的 8b/10b PCS，物理介质（PMD）则被定义在 Clause 53。10GBASE-LX4 在FDDI级别、OM1、OM2或OM3多模光纤下支持的最大传输距离为300米（980英尺），所有的光纤类型使用1310nm波长激光事所能提供的带宽必须超过500MHz/千米。10GBASE-LX4 还支持最大传输距离为10公千米（6.2英里）的单模光纤。
对于多模光纤链接的 WDM 输出，需要调节单模光纤激光间接发射模式跳线进行耦合，这定义在 IEEE 802.3 规范 53.6 和 38.11.4 章节中。
在2005年，10GBASE-LX4 的光模块比 10GBASE-LR 光模块便宜。使用 10GBASE-LX4 的人多数是想在同一个光模块下同时使用多模光纤和单模光纤。不过 10GBASE-LX4 现在是过时的技术，已经没有多少市场占有率。

### 10GBASE-PR
10GBASE-PR（PON）最初是在 IEEE 802.3av 标准中被指定为10G以太网P物理层的无源光网络，下行使用波长为1577nm的激光，上行使用波长为1270nm的激光传输数据。物理介质（PMD）则被定义在 Clause 52，在点对多配置的线路速率都可达 10.3125 Gbit/s
10GBASE-PR 可以选择 10GBASE-PR10、10GBASE-PR20 和 10GBASE-PR30 三种光功率的分配模式。

## 铜缆
10Gbps 以太网也可以运行在双轴电缆，双绞线和背板上。

### 10GBASE-CX4
10GBASE-CX4 是由 802.3 小组公布的首个 10Gbps 铜缆标准（也就是 802.3ak-2004）。它采用4通道的 XAUI PCS（Clause 48），铜缆布线方式类似于使用 InfiniBand 技术，最大传输距离达15米（49英尺），每个通道的带宽为 3.125 Gbps。10GBASE-CX4 具有低功耗、低成本和低延时的优点，但它的物理外形较大、电缆更加笨重，可传输的距离较新的单通道SFP+标准光纤和 10GBASE-T 更短。该种电缆制造工艺要求当严格，其价格大大高于 CAT-5 或 CAT-6 的UTP。
现在 10GBASE-CX4 的出货量非常低。虽然有些网络供应商有提供的此接口，可用于任何的 10GBase 以太网交换机进行堆叠。堆叠以太网的一个例子是戴尔的 PowerConnect PCT6200、PCT7000 和 1G 的 PowerConnect 交换机刀片和PCM6220、PCM6348。

### 直连SFP+
也被称为DA、10GSFP+Cu、10GBASE-CR、10GBASE-CX1、SFP+ 或者 10GbE Cu SFP。直连SFP+采用的是被动式双轴线缆组件，可直接插入SFP+外壳。直连SFP+是固定长度的电缆，一般为1米到7米（无源电缆）或15米（主动式传输线）。并且直连SFP+像 10GBASE-CX4 一样具有低功耗、低成本和低延时的特点，同时使用不太笨重的电缆和物理外形小巧的附件等优势。在多端口连接中，直连SFP+比 10GBASE-SR 更流行。

### 背板
又被称为 802.3ap 是用在主机背板中的 10Gbps 传输标准，例如刀片服务器、模块化的路由器/交换机和升级线路卡。802.3ap 标准的实现中需要在超过1米的铜印刷电路板（39针）与两个连接器的环境中进行操作。该标准定义了两种类型的 10 Gbit/s 端口（10GBASE-KX4 和 10GBASE-KR）和 1Gbit/s 端口（1000BASE-KX），此外还定义了一个可选层的FEC、背板自动协商协议和 10GBASE-KR，其中接收器可以设置多达3个端口的负载均衡链路。自动协商协议可以自动选择 1000BASE-KX、10GBASE-KX4、10GBASE-KR 和 40GBASE-KR4，40GBASE-KR4 定义在 802.3ba。较新的背板设计均应采用 10GBASE-KR 而不是 10GBASE-KX4。

### 10GBASE-KX4
工作在4个背板通道中，使用相同的物理层编码（定义在 IEEE 802.3 Clause 48），和 10GBASE-CX4 一样。

### 10GBASE-KR
工作在单一的背板通道中，使用相同的物理层编码（定义在 IEEE 802.3 Clause 49），和 10GBASE-LR/ER/SR 一样。

### 10GBASE-T
又被称为 IEEE 802.3an 标准（在2006年发布），能提供 10 Gbit/s 的连接速率。通过非屏蔽双绞线或屏蔽双绞线电缆，其传输距离可达100米（330英尺）。CAT-6 标准的电缆的传输距离可达55米（180英尺），而要达到100米（330英尺）则需要 CAT-6A 标准的电缆，最终的可用距离需要使用500MHz的信号进行实际测试。10GBASE-T 的电缆也可用于 1000BASE-T，它们都允许使用自动协商来选择要使用的速度。与 1000BASE-T 的1微秒至12微秒延迟相比，10GBASE-T 仅有2微秒至4微秒的延迟。
10GBASE-T 采用了 IEC 60603-7 8P8C（俗称 RJ45）接口，其已广泛使用在各种以太网中。根据传输的特性，传输时频率需要达到500MHz，为了达到这个频率 CAT-6A 或者在 ISO/IEC 11801 的修订2或 ANSI/TIA-568-C.2 要求更好的双绞线电缆来进行 10GBASE-T 长达100米的距离。按照 ISO TR 24750 或 TIA-155-A 的指引合格的 CAT-6 电缆也可进行 10GBASE-T 传输，只是可传输的距离较短。
802.3an 标准规定了用于 10GBASE-T 的 汤姆林森原岛预编码（THP）PAM-16 编码，预编码使用被称为 DSQ128 的编码，前向纠错（FEC）编码使用了 (2048,1723) 低密度奇偶校验码，其根据 GF(26) 生成一个广义的 里德-所罗门码 奇偶校验矩阵结构 (32,2,31)。而 PAM-5 则是在 1000BASE-T 千兆以太网中使用的调制技术。

## WAN PHY (10GBASE-W)
WAN PHY 使用和 10GBASE-S、10GBASE-L、10GBASE-E 光纤PMD作为 LAN PHY，与 10GBASE-SW、10GBASE-LW 或 10GBASE-EW 相同。
它所使用的物理层编码 64B/66B PCS 被定义在 IEEE 802.3 Clause 49，而物理介质则在 Clause 52 中定义，它也采用了 广域网接口子层（WIS），其被定义在 Clause 50 中，并增加了额外封装格式的帧数据以兼容 SONET STS-192c。
WAN PHY 能够兼容使用在 9.953 Gbit/s 的轻量级 SDH/SONET OC-192/STM-64 设备上。可支持的最大连接距离达80千米，实际取决于所使用的光纤标准。

## 10GbE 网卡
多个厂家都有生产 10GbE 网卡，这些网卡使用 PCI Express 接口，提供一个或多个PHY模块、LC或8P8C连接器。

## 参看
- 乙太網路
- 1G以太网
- 2.5GBASE-T與5GBASE-T
- 100G以太网
- 1000G以太网

## 外部連結
- IEEE 802.3標準全文（页面存档备份，存于）